# Stenosoma raquelae
Stenosoma raquelae là một loài chân đều trong họ Idoteidae. Loài này được Hedo & Junoy miêu tả khoa học năm 1999.